# Stora teatern, Norrköping
För andra betydelser, se Stora teatern.

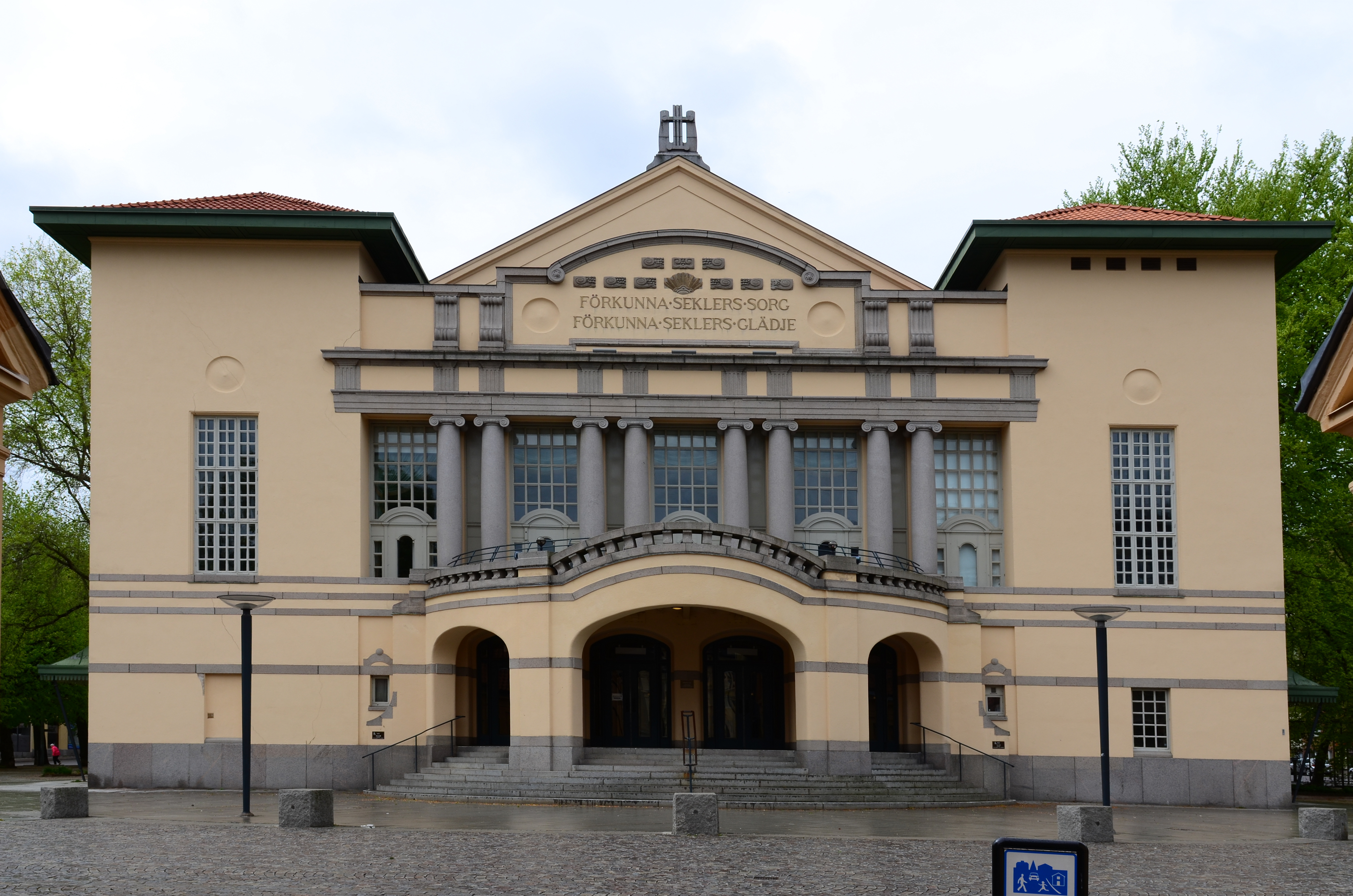
Stora teatern, hemmascen för Östgötateatern.

Stora teatern i Norrköping är en teaterbyggnad uppförd i jugendstil och är jämte Stora teatern i Linköping den större av Östgötateaterns två teaterhus.
Teatern uppfördes 1908 och ersatte Eklundska teatern från 1850, som revs 1903. Byggnaden ritades av Axel Anderberg och de invändiga dekorationsarbetena utfördes av norrköpingsdekoratören Carl Stenberg. Invigning skedde den 29 februari 1908 vid vilken Hjalmar Selanders teatersällskap uppförde sitt paradnummer Bröllopet på Ulfåsa.
Teatern användes av resande teatersällskap fram till 1947 då Norrköping-Linköping stadsteater bildades.
Teatersalongen rymmer cirka 600 personer. Den består av parkett med fondloger och två rader. Ovanför scenen kan man läsa devisen Ridendo dicere verum – Att leende säga sanningen. På fasaden ovanför ingången återfinns devisen Förkunna seklers sorg – Förkunna seklers glädje, skrivet av Esaias Tegnér.
Stora teatern är ett byggnadsminne sedan 1990.
Teatern eldhärjades den 29 augusti 2019 i samband med ett blixtnedslag under natten. Branden begränsades till vindens repetitionslokaler och kostymförråd.